# L'Âge ingrat (film, 1964)
Pour les articles homonymes, voir L'Âge ingrat.
Pour plus de détails, voir Fiche technique et Distribution.
L'Âge ingrat est une comédie dramatique française coécrite et réalisée par Gilles Grangier, sortie en 1964.

## Synopsis
Marie et Antoine (Marie Dubois et Franck Fernandel), étudiants, décident de se marier. Le père du jeune homme, M. Lartigue (Fernandel), invite celui de la jeune fille, M. Malhouin (Jean Gabin), à venir passer les vacances avec sa famille dans sa propriété, à Marseille. La rencontre, au bal, d'un ancien flirt de Marie, suscite un différend entre les fiancés. Lartigue et Malhouin, épousant la cause de leur enfant respectif, se laissent aller à des injures irréparables… Les ponts sont rompus. Marie et Antoine s'enfuient. Les pères, inquiets, se retrouvent très anxieux, tandis que les deux jeunes gens filent à nouveau le parfait amour.

## Fiche technique
- Titre original : L'Âge ingrat
- Réalisation : Gilles Grangier, assisté de Jean-Pierre Périer et Serge Piollet
- Scénario : Gilles Grangier, Pascal Jardin et Claude Sautet
- Musique : Georges Delerue
- Décors : Jacques Colombier
- Photographie : Robert Lefebvre
- Son : Jean Rieul
- Montage : Jacqueline Douarinou-Sadoul
- Production : Fernandel et Jean Gabin
- Société de production : Gafer Films
- Société de distribution : Valoria Films
- Pays de production :  France
- Langue originale : français
- Format : noir et blanc — 35 mm — 2.35:1 (Dyaliscope) — son monophonique (Westrex Recording System)
- Genre : comédie dramatique
- Durée : 95 minutes
- Dates de sortie[1] :
  - France : 23 décembre 1964 (avant-première à Marseille) ; 23 janvier 1965 (sortie nationale)
  - Belgique : 14 janvier 1966
- Affiche : Guy-Gérard Noël (France)

## Distribution
- Jean Gabin : Émile Malhouin
- Fernandel : Adolphe Lartigue
- Marie Dubois : Marie Malhouin
- Franck Fernandel : Antoine Lartigue
- Paulette Dubost : Françoise Malhouin
- Madeleine Silvain : Mme Éliane Lartigue
- Christine Simon : Florence Malhouin
- Nicole Valgran : Sophie Malhouin
- Andrée Brabant : l'épouse de l'estivant
- Yvonne Gamy : Félicie, la bonne
- Claude Mann : Charles-Édouard
- Henri Rellys : M. Corbidas
- Jean Daniel
- Franck David : Henri Lartigue
- Joël Monteilhet : Jules Lartigue
- Georges Rostan : Max Lartigue
- Noël Roquevert : l'estivant récalcitrant
- Riri Beuf : Mme Corbidas (non créditée)
- Jean-Pierre Sardot : Julien Corbidas (non crédité)
- Max Amyl : le concierge de l'hôtel (non crédité)
- Jacques Rispal : le boulanger (non crédité)
- Pierre Decazes : le cycliste (non crédité)
- Jean Lescot : Guillaume (non crédité)
- Claudine Berg : Suzanne, l'épouse du boulanger (non créditée)
- Andrex : le camionneur (non crédité)
- Francis Reyes : le petit garçon (non crédité)

## Production
Le tournage a lieu au Franstudio des studios de Saint-Maurice et à Saint-Mandrier-sur-Mer, ainsi qu'aux Sablettes, à La Seyne-sur-Mer, dans le Var, du 8 septembre au 31 octobre 1964,

## Accueil
L'Âge ingrat est présenté en avant-première à Marseille, le 23 décembre 1964. Il sort le 23 janvier 1965 dans toute la France, attirant 286 000 spectateurs[réf. nécessaire] : « un mois après sa présentation en avant-première sur les écrans marseillais, une exigence de Fernandel (…). Malheureusement, le film ne reçoit pas un accueil des plus encourageants ! », souligne Jean-Jacques Jelot-Blanc dans son livre biographique Jean Gabin inconnu (2014).

## Autour du film
Concernant la manière dont les acteurs et actrices qui y sont crédités apparaissent au générique, deux choses sont assez rares : 
- les deux acteurs principaux que sont Jean Gabin et Fernandel ne sont pas cités en premier, mais seulement après tous les autres acteurs et actrices.
- toutes les personnes de sexe féminin sont citées en premier, avant donc celles de sexe masculin.

### Documentation
- « Le seul film de Gabin avec Fernandel », La Dépêche du Midi,‎ 15 mai 2000 (lire en ligne).